# 8700 Gevaert
8700 Gevaert (1993 JL1) là một tiểu hành tinh vành đai chính được phát hiện ngày 14 tháng 5 năm 1993 bởi E. W. Elst ở Đài thiên văn Nam Âu.